# Pont suspendu de Tonnay-Charente
Le pont suspendu de Tonnay-Charente est un ouvrage d'art enjambant la Charente entre Tonnay-Charente et Saint-Hippolyte, près de la ville de Rochefort, en Charente-Maritime. Situé un peu en amont du port fluvial, il est construit en 1842, ce qui en fait un des plus vieux ponts suspendus d'Europe.

## Historique

### La construction du pont en 1842
Ce pont succède à un vieux pont médiéval franchissant la Charente, mentionné en 1242, mais plusieurs fois détruit et reconstruit.
L'idée de construire un pont avait été évoquée dès 1831 pour répondre aux besoins des Charentais, l'obligation d'utiliser un bac pour rejoindre l'autre rive du fleuve étant par trop contraignante. Pierre Debans obtint en 1839 une concession de 77 ans pour construire le pont suspendu de Tonnay-Charente, avec une subvention de 250 000 francs. La première pierre fut posée le 18 février 1841 et, à cette occasion, 200 médailles commémoratives furent frappées dont l'une fut encastrée dans le premier bloc.
Réalisé sur les plans de Lazare Joseph Aimé Dor (1780 Marseille - 1846 La Rochelle), alors ingénieur en chef des travaux du génie civil du département, avec comme adjoint J. Masquelez, ce pont suspendu commencé en mai 1841 fut réalisé en onze mois et inauguré le 21 avril 1842.

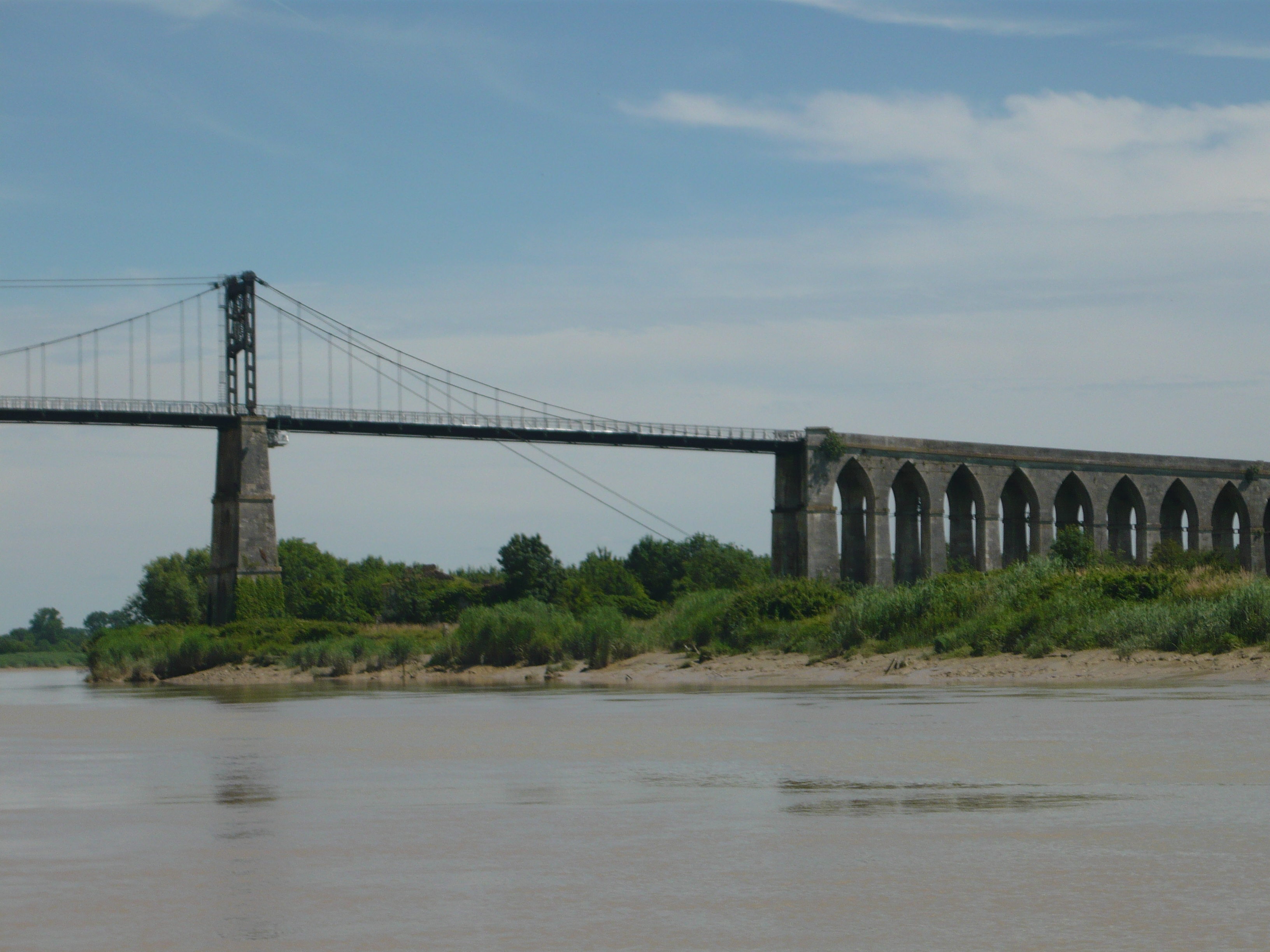
La troisième pile du pont, sur la rive gauche du fleuve, et les arches ogivales du viaduc d'accès en maçonnerie

Il présentait pour l'époque des caractéristiques plutôt spectaculaires et faisait figure de véritable prouesse technique tant les conditions du milieu naturel sont plutôt défavorables. En effet, celles-ci se signalent par les contraintes d'une vallée dissymétrique avec, sur la rive droite, un escarpement calcaire assez abrupt et, sur la rive gauche, une vaste zone plate  entièrement marécageuse et inondable. Le défi technique fut de taille mais il put être relevé avec brio et « cet ouvrage représente un énorme progrès » pour l'époque.
D'une longueur totale de 623 mètres dont 90 mètres pour la plus longue travée au-dessus du fleuve, son tablier central mesure 204 mètres où le tablier proprement dit est supporté par trois piles. Les deux premières piles sont fixées sur la rive droite, dont la première est encastrée dans le roc calcaire et la deuxième au bord même du fleuve, tandis que la troisième pile est édifiée sur la rive gauche à 80 mètres de la précédente.
Le pont se raccorde à une culée en maçonnerie d'une longueur totale de 416 mètres et le viaduc d'accès est entièrement construit  sur la rive gauche, précisément sur la commune voisine de Saint-Hippolyte. Le viaduc d'accès est supporté par 51 arcades de style ogival.
D'une hauteur impressionnante pour l'époque avec ses 23 mètres, il assure un tirant d'air de 22 m au-dessus des plus hautes eaux, son tablier principal qui franchit le fleuve a ainsi une portée qui « permet aux navires mâtés de passer en calant leurs perroquets ».
Cet ouvrage monumental assurait une liaison routière continue entre Rochefort, alors la plus grande ville de la Charente-Inférieure, et Saintes, et permit de désenclaver aussi La Rochelle, préfecture du département.

### La reconstruction en 1884

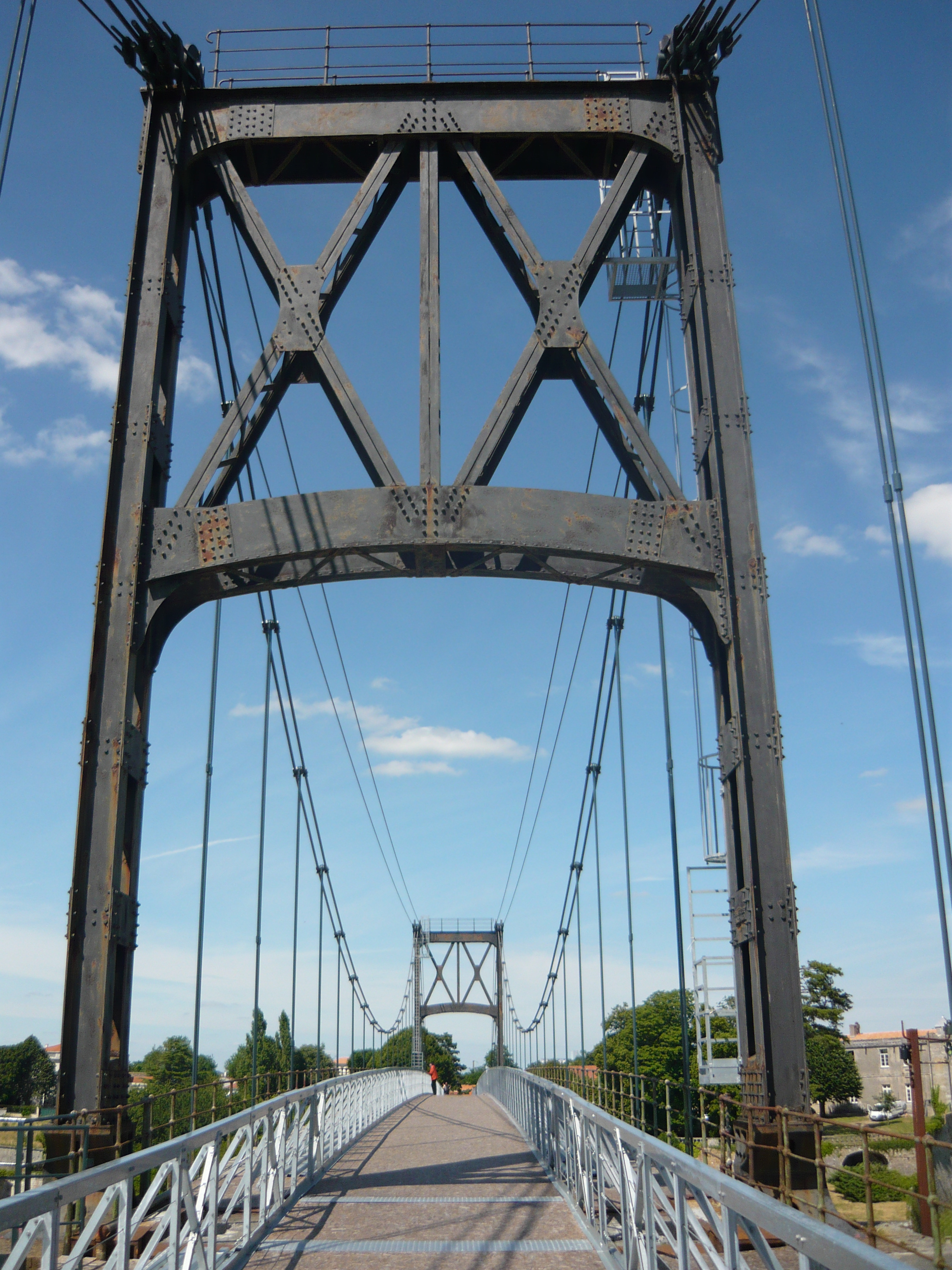
Les arches métalliques du pont suspendu.

Après plusieurs décennies de service, le pont montra des signes réguliers de faiblesse et commença à s'affaisser. Le tablier qui, à l'origine était en bois, finit par s'effondrer dans le fleuve au cours d'essais de contrôle de charge. Cet évènement spectaculaire eut lieu le 21 août 1883, où du sable fut entassé sur le tablier et avant d'atteindre le seuil de test, ce dernier lâcha.
Ce n'est que le 10 mars 1884 que le tablier du pont fut rouvert à la circulation après avoir été reconstruit par l'ingénieur Ferdinand Arnodin, qui le consolida par la pose d'une armature métallique destinée à supporter le plancher qui, lui, restait en bois. C'est ce même ingénieur Arnodin qui sera sollicité pour la construction du pont transbordeur de Rochefort dont l'inauguration aura lieu en juillet 1900.

### La seconde reconstruction en 1934

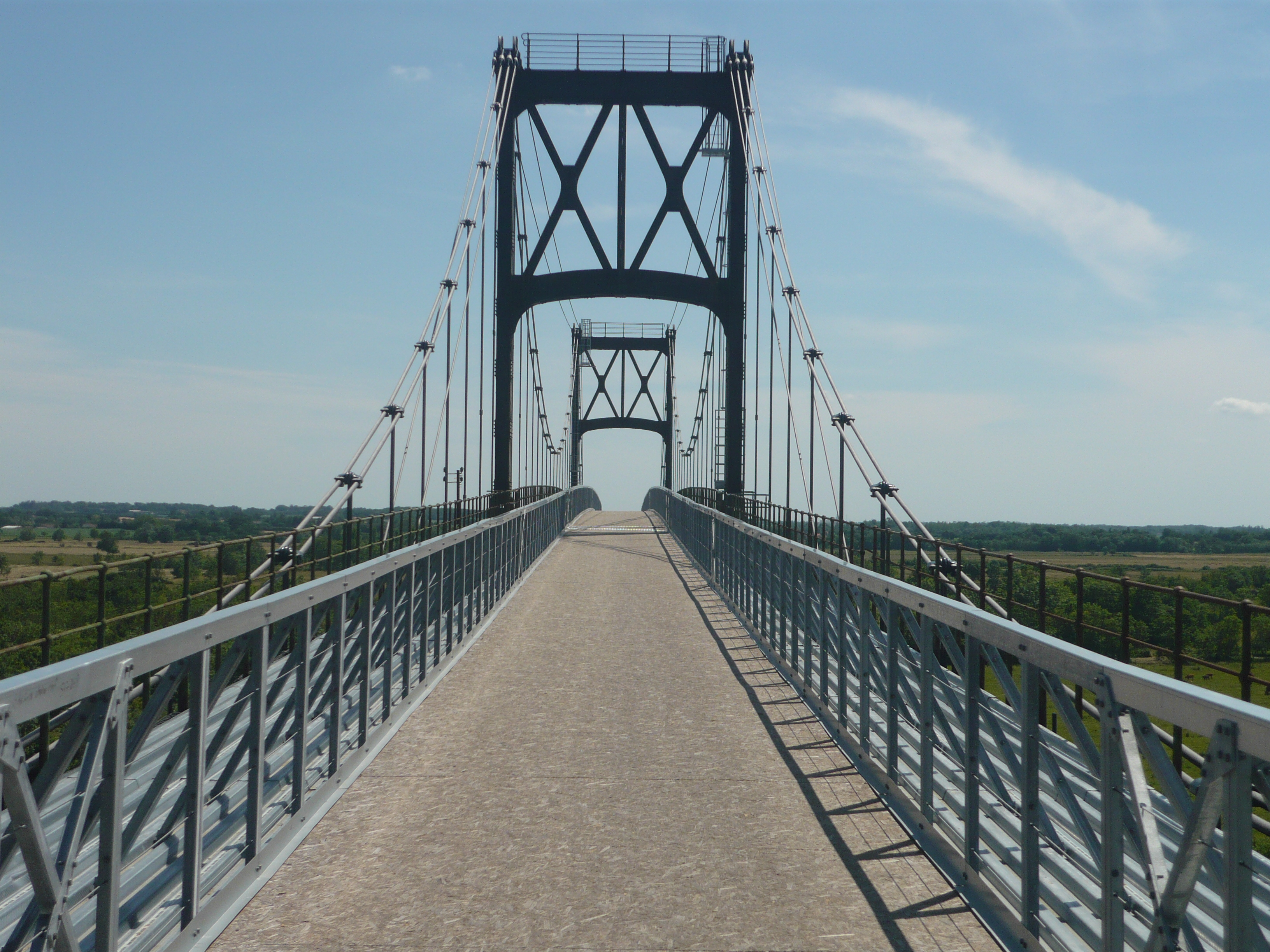
Les pylônes métalliques du pont suspendu datent de 1934.

Avec l'augmentation régulière du trafic automobile dans l'Entre-deux-Guerres et notamment celui des camions, le pont de Tonnay-Charente est de nouveau soumis à rude épreuve tant il est inadapté aux conditions du trafic moderne. De plus, ne disposant que d'une largeur maximale de 2,3 mètres, il n'est accessible qu'en voie unique alternée, ce qui limite son accès et occasionne lors de l'intensification du trafic des bouchons qui, cependant, à cette époque sont encore bien rares. En 1934, il est donc décidé de doubler les capacités de résistance du pont. Pour ce faire, son tablier est remplacé et est renforcé par la construction des pylônes et de câbles métalliques. Les travaux de consolidation métallique du pont ont été réalisés par la société Fives-Lille et ont été achevés en 1935.
Malgré ces travaux de consolidation, il s'avéra que le pont de Tonnay-Charente présentait une certaine fragilité et se trouva totalement inadapté une nouvelle fois au trafic routier moderne. L'utilisation du pont de Tonnay-Charente pour le trafic automobile a cessé définitivement après la construction d'un pont moderne situé à 1 500 mètres en amont, sur les communes de Saint-Hippolyte, rive gauche, et de Cabariot, rive droite. Le pont de Saint-Clément (D 137) d'une longueur totale de 242 mètres, a été inauguré en 1964. Ce dernier se compose de deux culées en béton armé, d'une pile à terre et de trois piles en rivière, représentant cinq travées indépendantes construites en béton précontraint de 41,60 mètres de longueur chacune. Son tirant d'air n'est que de 6,15 m mais suffisant par plus hautes eaux.

## Le pont aujourd'hui

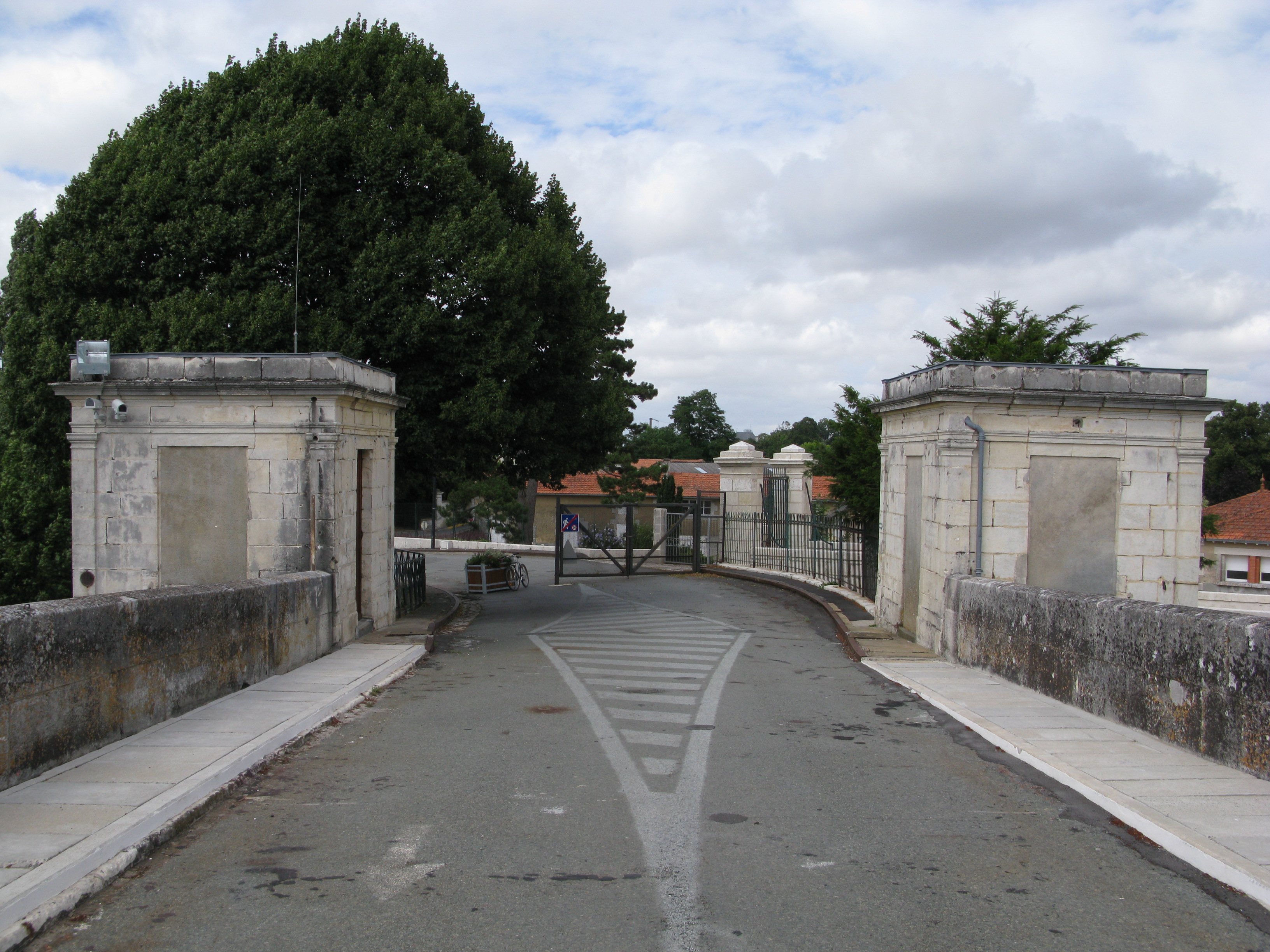
Les pavillons à péage en maçonnerie coté Tonnay vus depuis le pont.

Fermé à tout trafic depuis l'inauguration du pont de Saint-Clément et quelque peu délaissé en raison de sa fragilité, le pont suspendu a cependant été de nouveau partiellement ouvert vers 1975. Seule, la circulation des piétons, cyclistes et motocyclistes y  était autorisée, à la satisfaction également des nombreux touristes et visiteurs venant chaque année toujours plus nombreux pour visiter la ville et profiter du panorama sur la vallée de la Charente.
Le 14 novembre 1988, le pont et les deux anciens pavillons de péage en maçonnerie situés à l'entrée Nord-Est du pont ont fait l'objet d'une inscription au titre des monuments historiques. Le pont est ainsi l'unique édifice relevant du patrimoine urbain de la ville reconnu au titre des monuments historiques.
Jusqu'en août 2004, il était possible de traverser le pont à pied ou à deux roues mais, à partir de cette date, toute circulation fut interdite pour permettre d'établir de nouveau des travaux de restauration par la réfection du tablier, des câbles et de la maçonnerie.
En 2005, le pont servit de cadre au film Trois jours en juin, qui raconte la défense de la Loire par l'armée française durant la débâcle de juin 1940.
En juin 2009, à la fin de ce chantier de rénovation, réalisé par la société Baudin-Châteauneuf, la reprise de la circulation piétonne et des deux roues a été de nouveau autorisée, sur une bande située au centre du tablier. Le 13 juin 2009 a eu lieu l'inauguration officielle de la réouverture du pont. Près de deux ans après cette réouverture, la détérioration du nouveau revêtement en panneaux de bois aggloméré a conduit le maire à prendre le 18 février 2011 un arrêté interdisant la circulation à partir du 14 mars. L'entreprise Baudin-Châteauneuf a alors repris les travaux sur le tablier pour remplacer les plaques d'aggloméré par un platelage en bois de robinier de 45 millimètres d'épaisseur et 2,50 m de large. La structure supérieure du tablier quant à elle est dorénavant protégée par des bacs acier assemblés longitudinalement sur toute sa largeur, visibles sur la photo n°3.
Les rénovations de 2009 dont la durée de vie était estimée à une quarantaine d'années commencent à montrer leurs limites dès les premières années puisqu'en 2015, les services techniques de la ville estiment que 424 pièces de robinier posées au sol sont endommagées.
En 2021, la municipalité lance un nouveau chantier visant à reprendre le tablier, les parties métalliques et la totalité de la maçonnerie, pour un budget estimé en début de projet à 10 millions d'euros. Début 2023, la municipalité annonce que les travaux débuteront avant la fin de l'année suite après que l'État et la région Nouvelle-Aquitaine ont accepté de participer au financement. Les travaux devraient en priorité concerner le tablier.

## Postérité
Le pont est représenté sur le logo de la commune avant 2022 ainsi que sur le nouveau logo dévoilé en 2022.

## Galerie de photos sur le pont suspendu

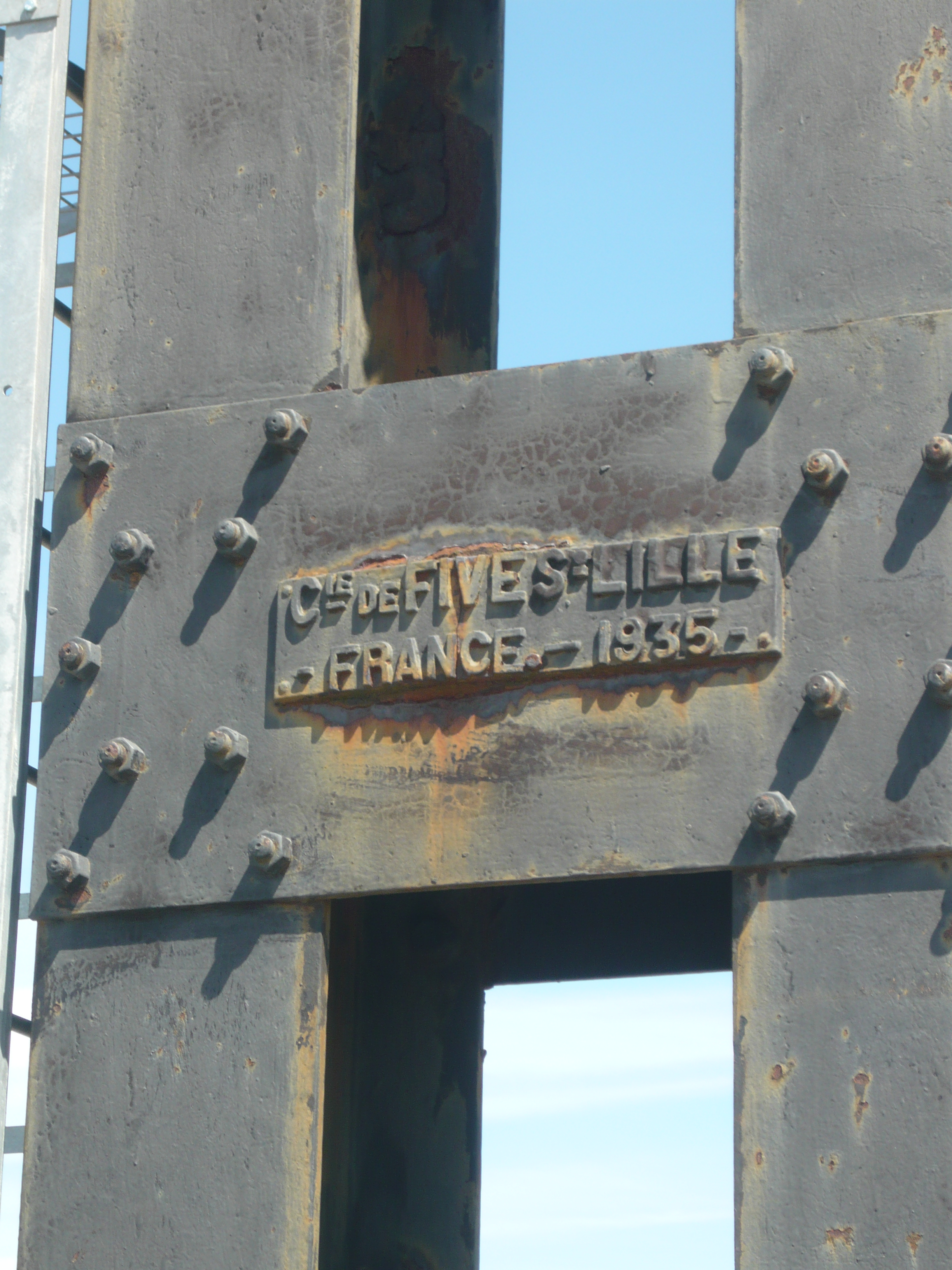
1- Compagnie de FIVES-LILLE - FRANCE - 1935 (constructeur des portiques métalliques)
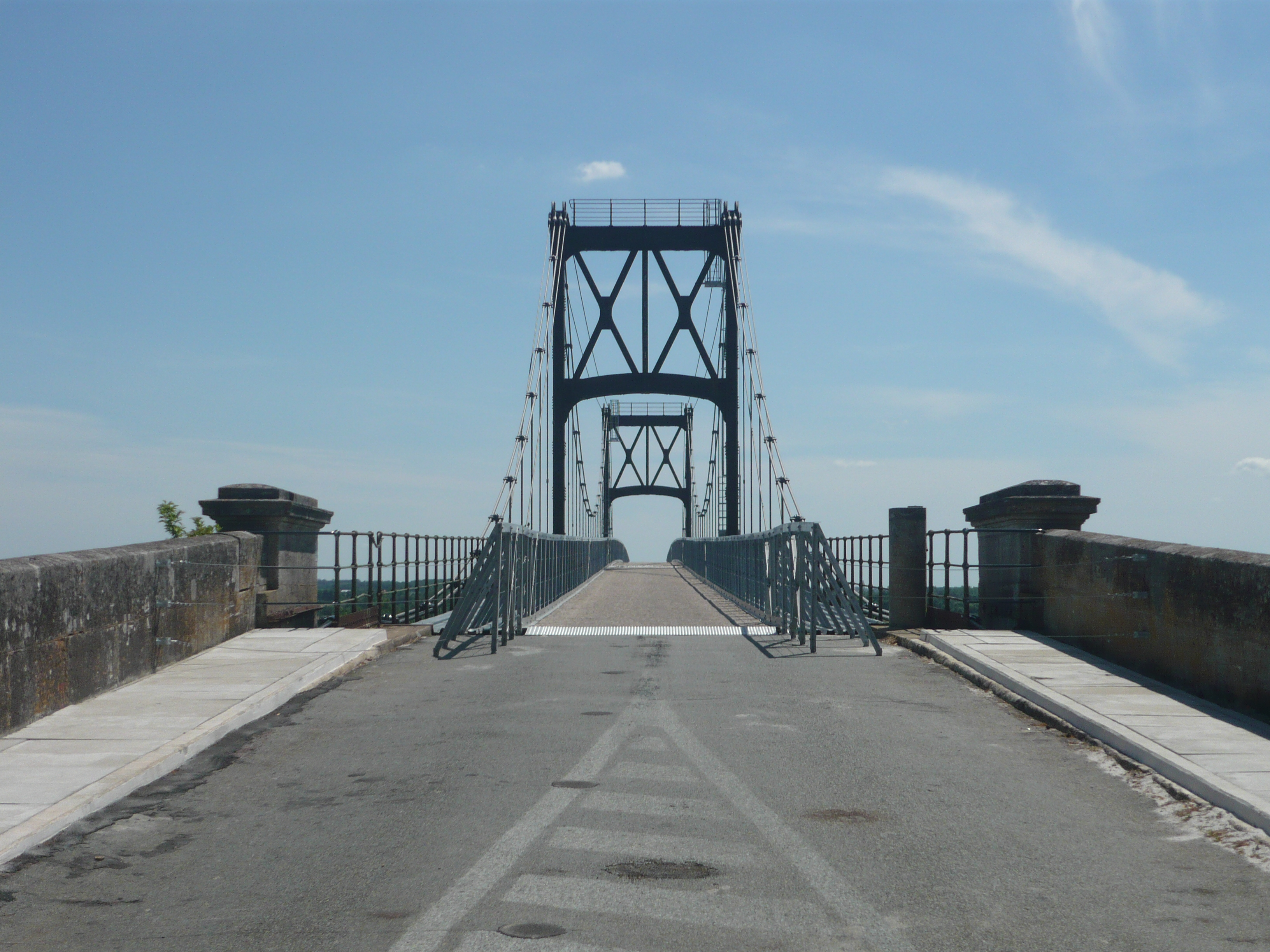
2- L'accès au pont, côté rive droite avec largeur réduite.
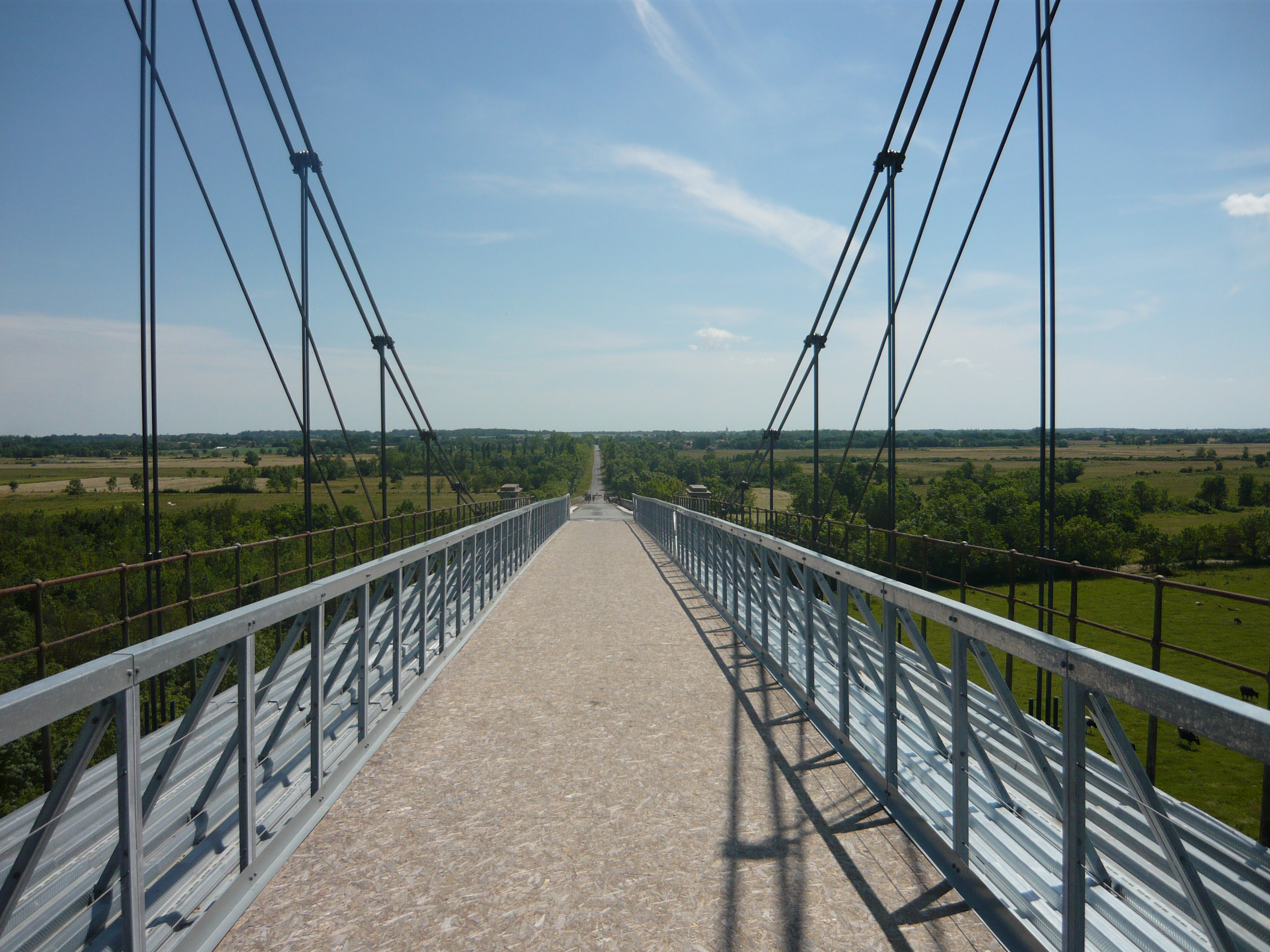
3- Accès côté rive gauche avec largeur réduite de l'ancien platelage en aggloméré.
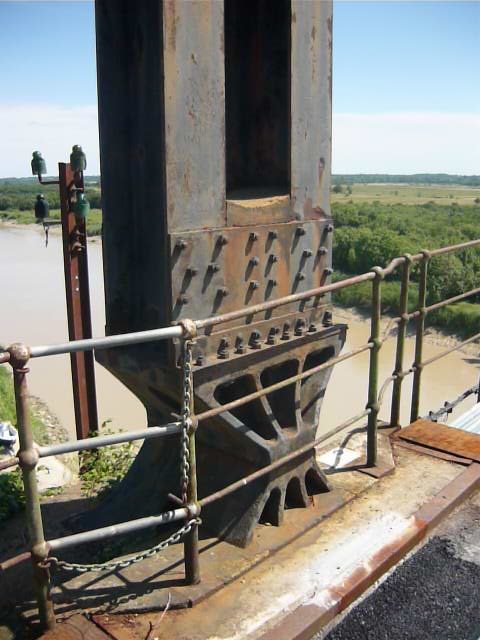
4- Un des piliers métalliques des deux arches avec son articulation en partie basse.
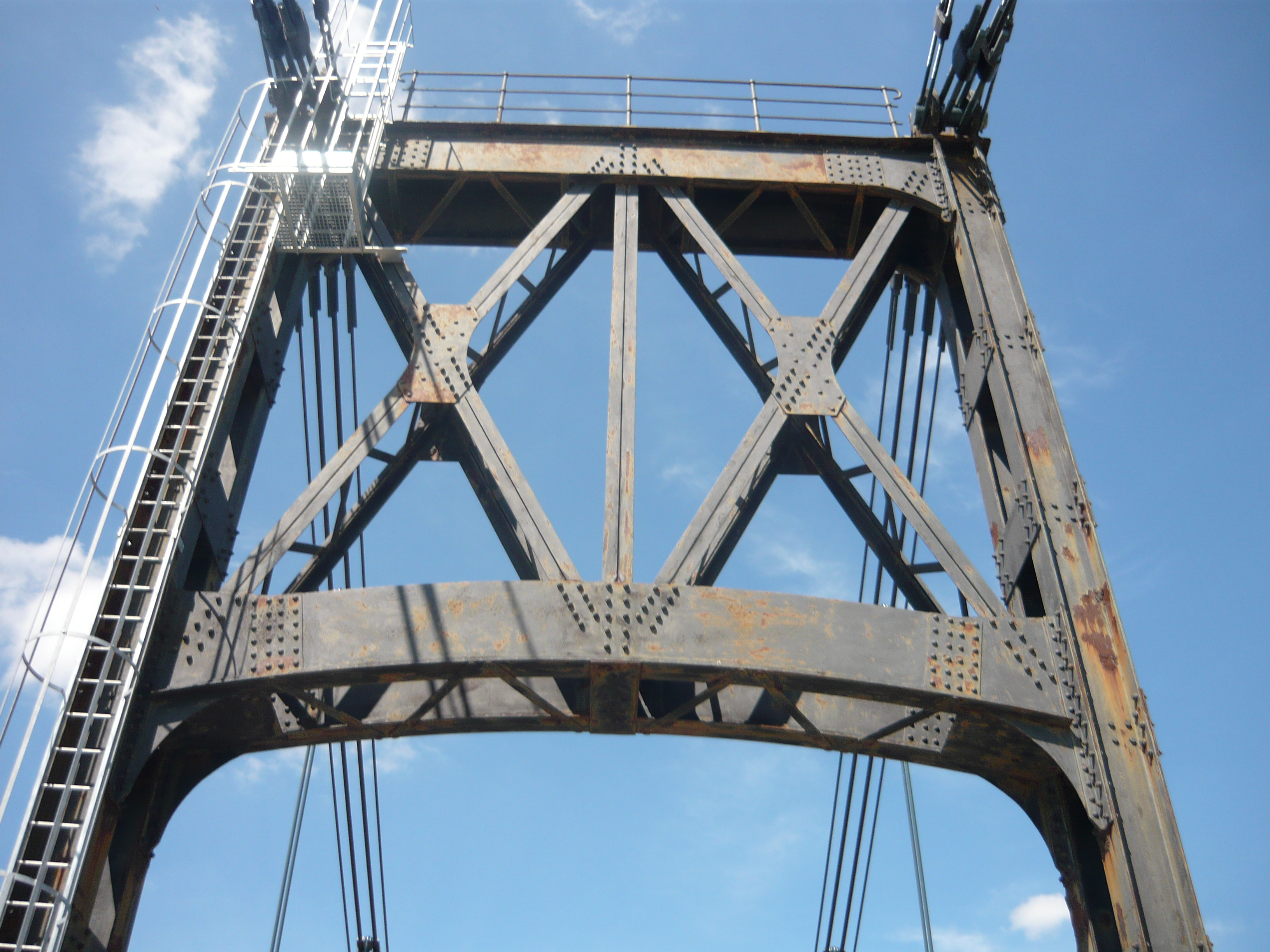
5- Une des deux arches métalliques en partie haute.
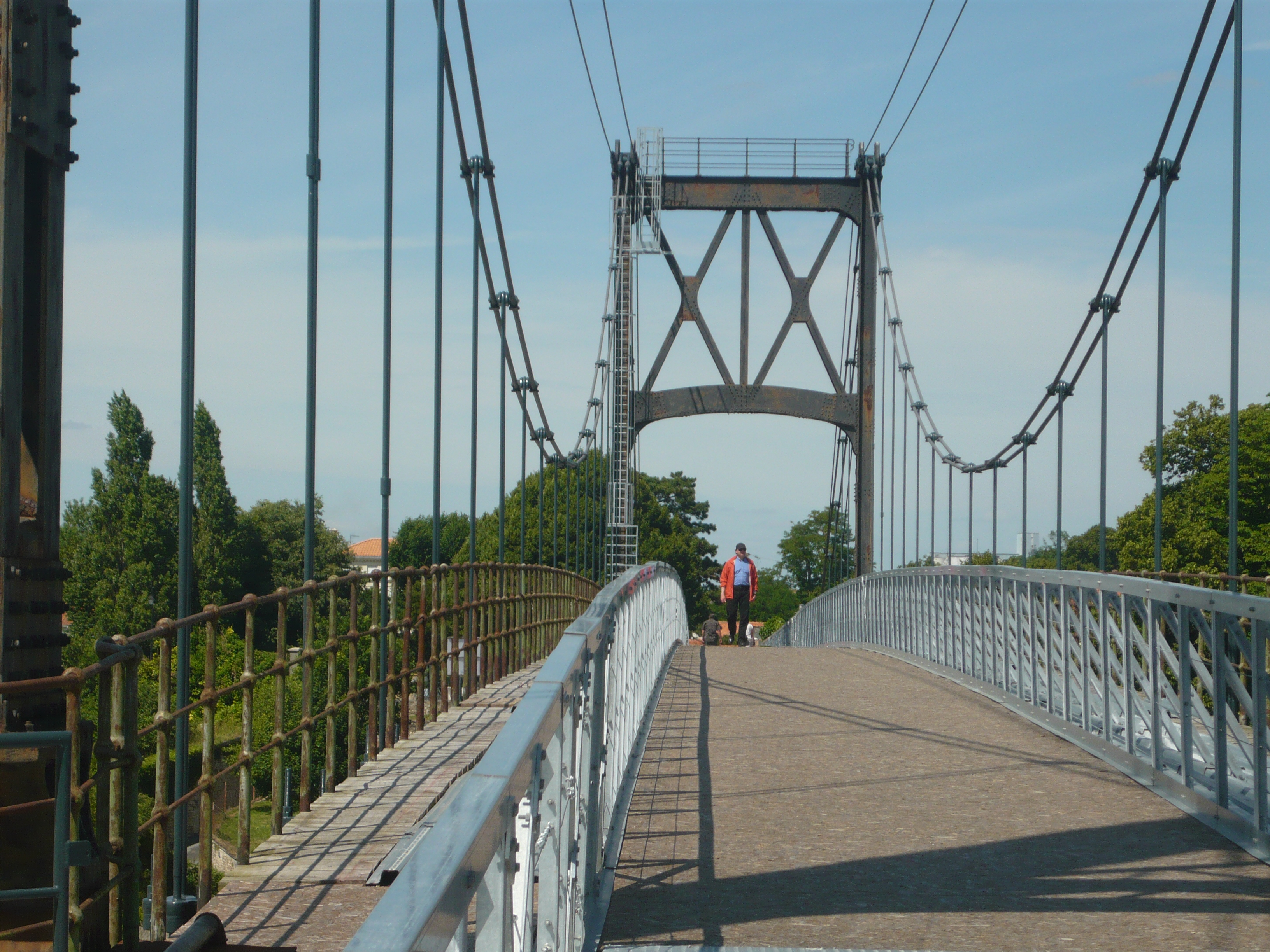
6- Les câbles principaux et secondaires de support du tablier avec l'ancien platelage en aggloméré.
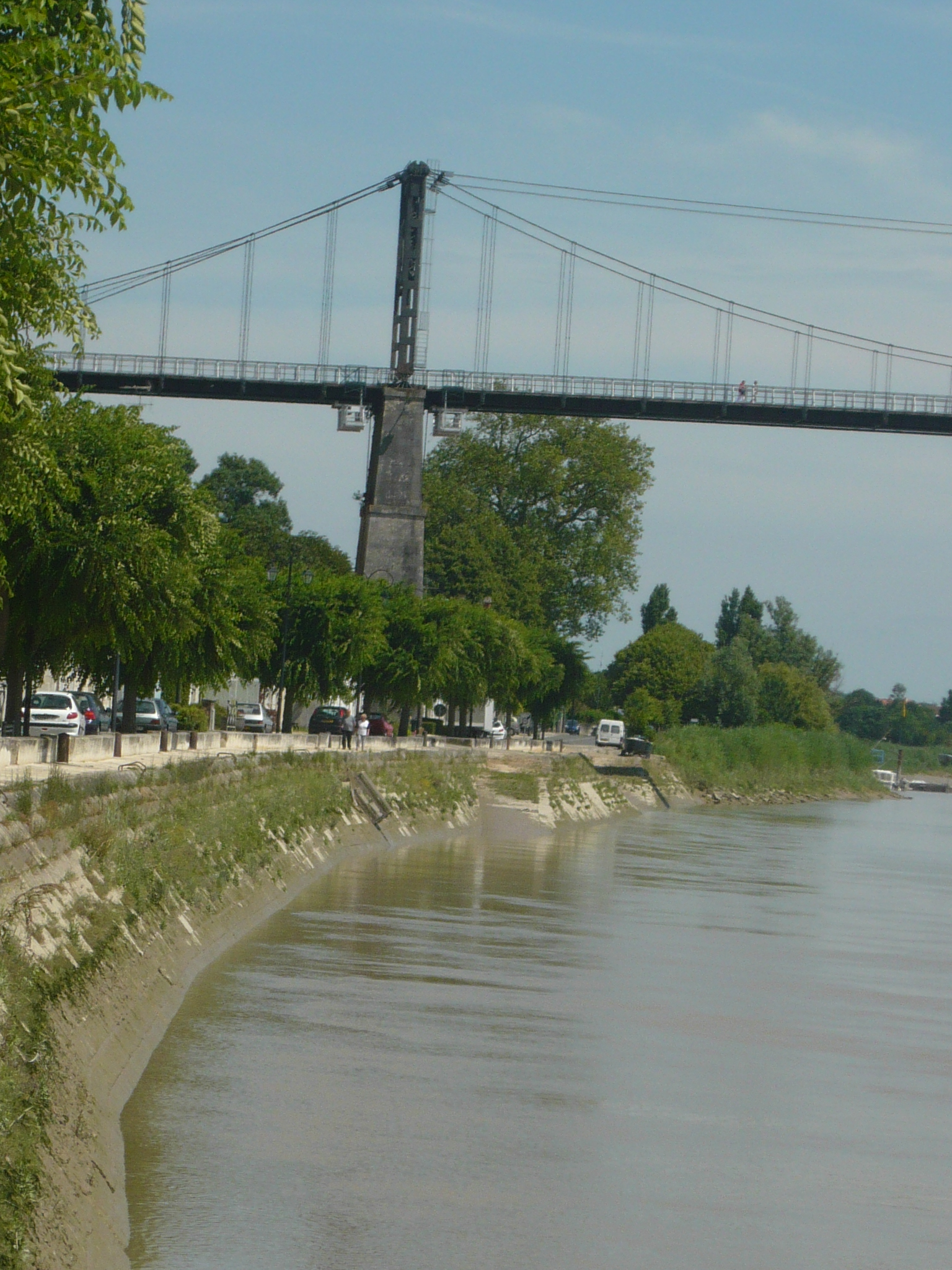
7- La deuxième pile du pont suspendu, en rive droite au bord du fleuve.
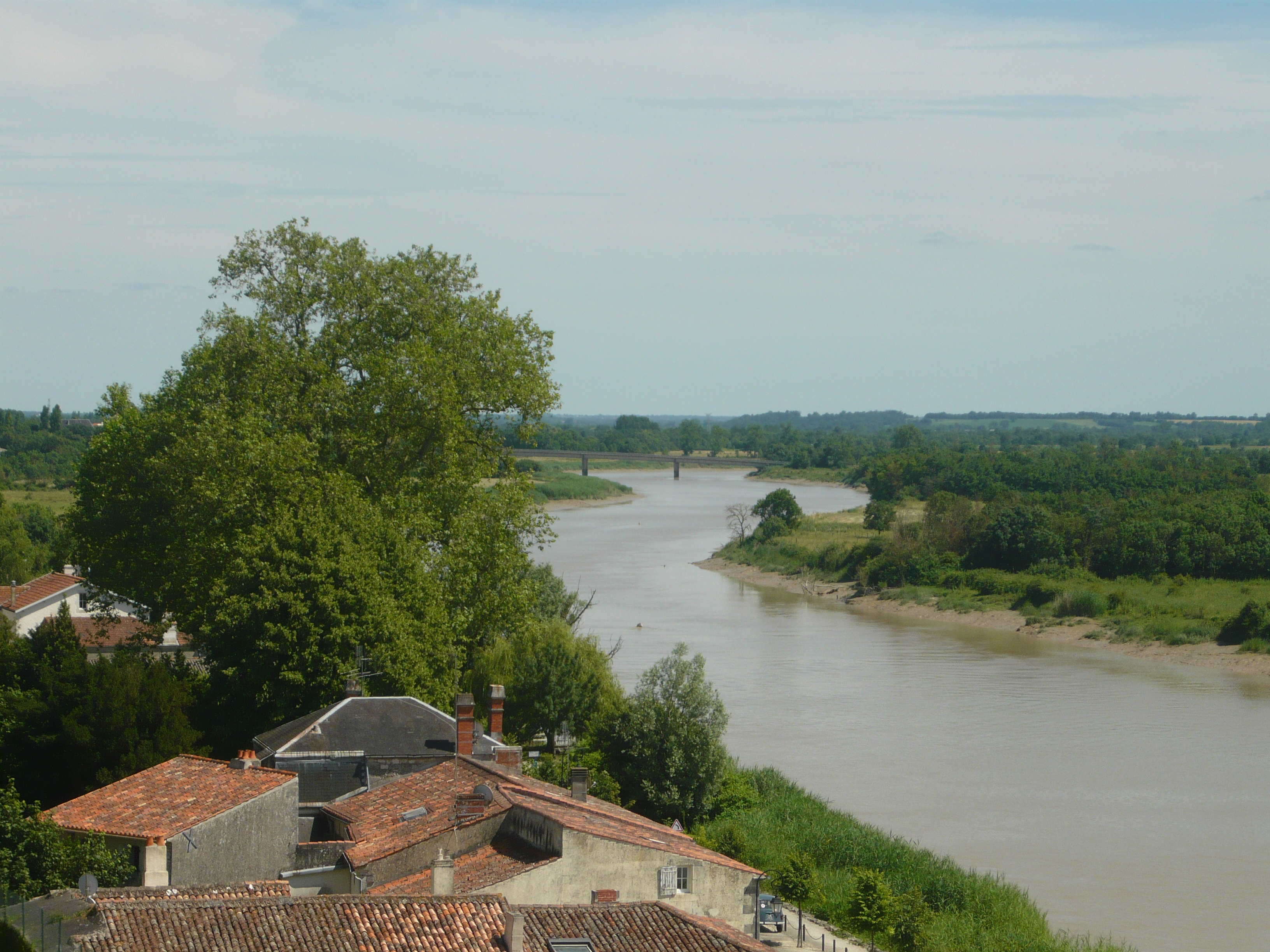
8- Le pont de Saint-Clément (D 137) en amont de Tonnay-Charente en haut de la photo.

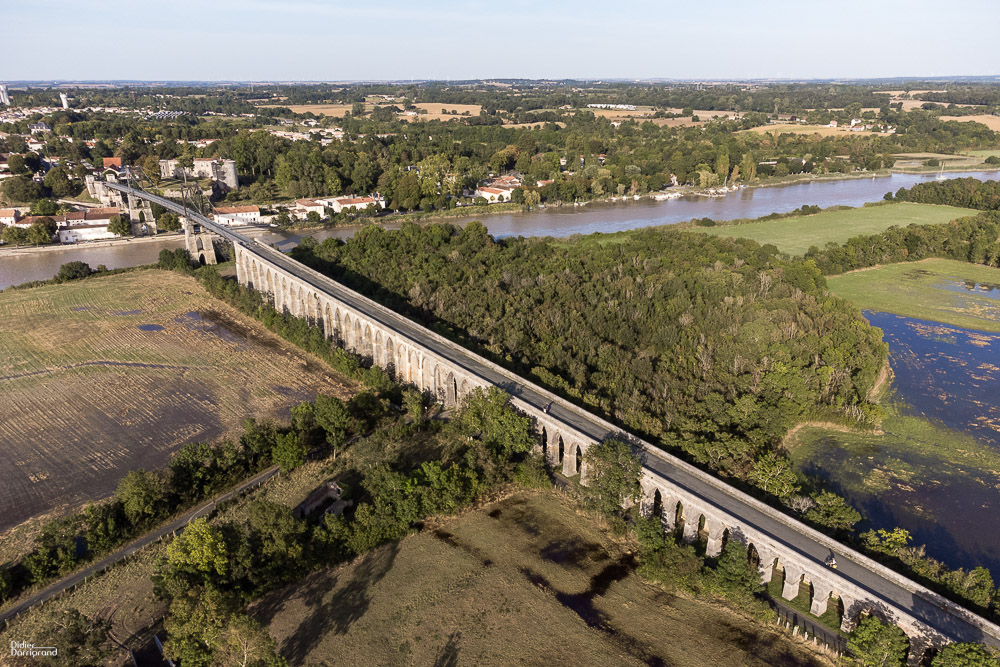
9- Vue aérienne de l'ensemble du pont vue de la rive gauche

## Voir également